# Exalphus guaraniticus
Exalphus guaraniticus es una especie de escarabajo longicornio del género Exalphus, tribu Acanthoderini, subfamilia Lamiinae. Fue descrita científicamente por Lane en 1955.
La especie se mantiene activa durante los meses de enero, mayo, octubre, noviembre y diciembre.

## Descripción
Mide 11-14 milímetros de longitud.

## Distribución
Se distribuye por Argentina, Bolivia, Brasil y Paraguay.